# Devil's Tramping Grounds

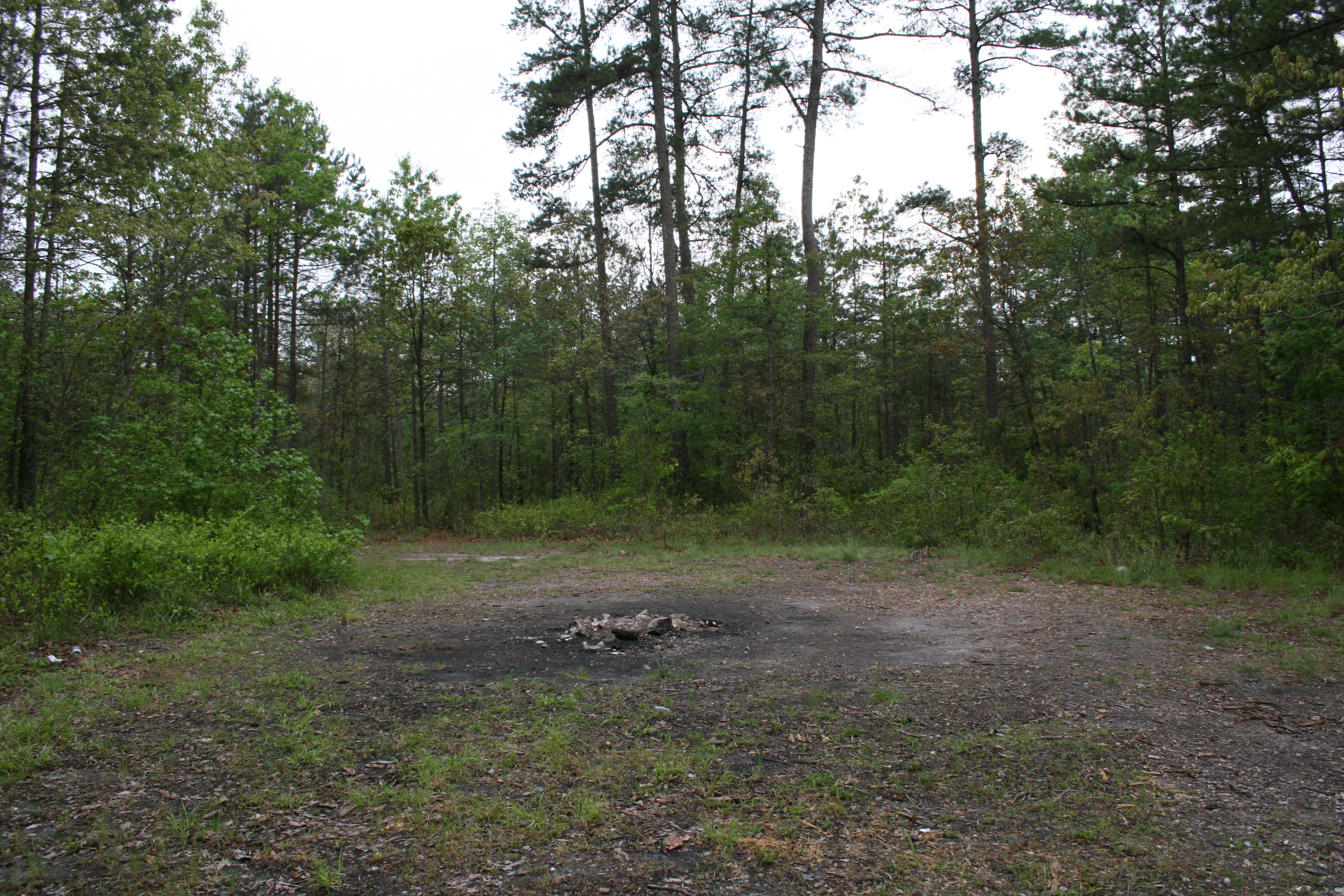
Devil's Tramping Grounds 2007.

Devil's Tramping Grounds är en cirkel ute i skogen, nära staden Bennett i North Carolina i USA. Den är en av North Carolinas äldsta legender.
I åtminstone de senaste hundra åren har ingenting växt i cirkeln, som är cirka 13,3 meter i diameter. Än så länge är fenomenet oförklarligt. En amerikansk geologisk vetenskapsgrupp kunde inte hitta någon vetenskaplig förklaring till varför ingenting växte inom cirkeln.
Berättelser om cirkeln är välkända: objekt som placeras i den ska försvinna om man lämnar dem över natten, och personer som tillbringar natten i cirkeln sägs uppleva olika mystiska påträffanden.
Legender talar om hur själva Djävulen reser sig ur helvetet vandrar runt i cirkeln och planerar onda saker.